# Frederico Augusto Pamplona
Frederico Augusto Pamplona (Aracati, 1814 — Rio de Janeiro, 11 de outubro de 1865) foi bacharel em direito, magistrado, jornalista e político brasileiro. Foi presidente das províncias do Ceará, de 31 de agosto a 14 de outubro de 1847, e do Rio Grande do Norte, de 5 de dezembro de 1847 a 31 de março de 1848.

## Biografia
Filho do coronel João Tibúrcio Pamplona e de Francisca Joaquina Pamplona e, logo, primo duplo em primeiro grau do desembargador Hipólito Cassiano Pamplona.
Filiado ao Partido Liberal, foi eleito deputado provincial para o biênio de 1870-1871 e destacou-se fazendo oposição ao governo do presidente conservador Sousa Martins. Com a ascensão de seu partido ao poder, em 21 de julho, foi nomeado por João Facundo para secretário da presidência, cargo que desemepnhou igualmente na gestão de José Martiniano de Alencar.
Demitido pelo presidente conservador José Joaquim Coelho, que o substituiu por Anselmo Peretti (ato de 10 de maio de 1841), partiu para Pernambuco, onde se matriculou na Faculdade de Direito de Olinda, bacharelando-se em 1842, na mesma turma que seu primo Hipólito. De volta ao Ceará, foi nomeado promotor público de sua comarca natal em 30 de julho de 1844.
Foi eleito deputado geral para a sexta legislatura da Câmara dos Deputados. Regressando à província, fundou com Tristão Araripe e Tomás Pompeu, o jornal O Cearense, órgão liberal, cujo primeiro número foi publicado em 4 de outubro de 1846.
Nomeado segundo vice-presidente do Ceará por carta imperial de 14 de julho de 1847, administrou a província, de 31 de agosto a 14 de outubro, em substituição ao primeiro vice-presidente João Crisóstomo de Oliveira, e, em 23 de setembro, foi escolhido presidente do Rio Grande do Norte, para onde embarcou, na manhã de 2 de dezembro, a bordo do vapor “Imperador”, sob o comando de Joaquim Salomé Ramos. Substituiu no governo ao Dr. Casimiro José de Morais Sarmento e nele se manteve até abril de 1848, quando partiu para a Corte a tomar assento na Câmara como deputado reeleito pelo Ceará.
Com a queda do partido liberal, e consequente dissolução da Câmara temporária, por decreto de 19 de fevereiro de 1849, transferiu sua residência para o Rio de Janeiro, onde terminou seus dias. Era então um dos representantes do Ceará na Assembleia Geral por eleição procedida em 1 de janeiro de 1864. Era casado havia vinte anos com Cândida Rosa Pamplona, com quem teve três filhas: Francisca, Brasilina e Erifila, sendo que esta última foi casada com o primo germano Iclirérico Narbal Pamplona.